# 杵屋六左衛門
杵屋 六左衛門（きねや ろくざえもん）は、近世前期以来の長唄の宗家。
杵屋の始祖とされるのは初代杵屋勘五郎で、杵屋喜三郎を含めて宗家の代数に数え、15代目になる。六左衛門名が宗家の名として定着したのは9代目以降。3代目から三味線方、14代目から唄方。

## 初代
- 初代杵屋勘五郎を初代に数えられる。

## 2代目
（慶長元年?（1596年） - 寛文7年9月20日（1667年11月6日）?）
初代杵屋勘五郎の子。元は上方の人物とも後江戸に行き猿若狂言の脇師を勤めた。趣味の小唄も長じた。

## 4代目
（? - 正徳3年（1713年）4月7日?）
2代目杵屋勘五郎の子。弟が5代目杵屋喜三郎。2代目杵屋喜三郎を長らく名乗っていたが病気で六左衛門を名乗ったという。

## 6代目
4代目杵屋喜三郎が襲名した。

## 9代目
（宝暦6年（1756年） - 文政2年9月11日（1819年10月29日））俳名は天甫。
3代目田中傳左衛門の次男で幼名・初代杵屋万吉、8代目杵屋喜三郎の養子。2代目杵屋彌十郎の門弟。1783年11月に市村座で2代目杵屋三郎助を襲名したが養父の8代目に実子の9代目喜三郎が生まれたために名跡を譲り、1783年11月に河原崎座で3代目杵屋六三郎を襲名、寛政9年（1797年）11月に養父の実子が本家9代目喜三郎としたために別家として9代目六左衛門を襲名。文化8年（1811年）まで中村座で活躍した。「越後獅子」の作曲者として知られる。

## 10代目
（寛政12年（1800年） - 安政5年8月16日（1858年9月22日））
9代目の次男、幼名・吉之丞。1816年11月に河原崎座で4代目杵屋三郎助の名で初出座、1826年2月には大薩摩節の10代目大薩摩主鈴から家元を預かり大薩摩筑前大掾藤原一壽を名乗った。1827年頃に立三味線となり天保元年（1830年）11月に中村座で10代目六左衛門を襲名。以降中村座で囃子頭を務める。1858年9月に当時流行していたコレラで死去。現在も演奏会で好んで演奏される作品が多い多作の人である事から「長唄中興の祖」といわれる。「傀儡師」「石橋」「外記猿」「供奴」「賤機帯」「浦島」「角兵衛」（以上の曲は「4代目三郎助」時代の作品）「喜撰」「鳥羽絵」「五郎時致」「秋の色種」「常盤の庭」「鶴亀」「末広がり」などを作曲。（作曲・発表順）
死因は、当時、江戸で流行していたコレラによるもの。

## 11代目
3代目杵屋勘五郎の前名。作曲に「綱館」「竹生島」「四季の山姥」など

## 12代目
（天保10年（1839年） - 大正元年（1912年）8月31日）
江戸四谷塩町の生まれ、唄方の2代目芳村孝三郎の子、幼名・直吉。14歳で10代目六左衛門の門弟で六松、16歳で養子となった、安政2年（1855年）9代目杵屋喜三郎で中村座に初出座、22歳で立三味線となり中村座、の囃子頭となった慶応4年（1868年）、12代目を襲名。明治22年（1889年）歌舞伎座開場と共に囃子頭を務め、当時住んでいた住まいから植木店派（六左衛門家）と呼び全盛をもたらす。1894年に喜三翁から喜音翁を経て1903年に3代目杵屋勘兵衛と改名。東京長唄組合が結成された時には会長に就任。
「新松竹梅」「四季の詠」などを作曲。

## 13代目
（明治3年5月13日（1870年6月11日） - 昭和15年（1940年）3月23日）
12代目の長男で弟には5代目杵屋勘五郎がいる。幼名・安久里。本名・杵家安久里。初名は10代目の幼名の吉之丞。前名は12代目喜三郎。1894年5月に13代目を襲名し杵屋宗家になる。1919年8月に小松宮彰仁親王から三味線を下賜されたことを記念して「寒玉」と号し1916年には実の子に六左衛門の名を譲り自らは猿若山左衛門を名乗った。歌舞伎座、帝国劇場で活躍。
「春雨傘」「楠公」「五条橋」などを作曲。

## 14代目
杵屋六左衛門 (14代目)を参照。

## 15代目
（1930年6月8日 - ）本名・杵家完子。
東京生まれ、永田町小学校、東洋英和女学院卒業。14代の次女、兄は杵屋喜三郎。
杵屋六左を経て1981年15代目を襲名し宗家になる。
楽精会会長、杵六会会長。